# South African Party

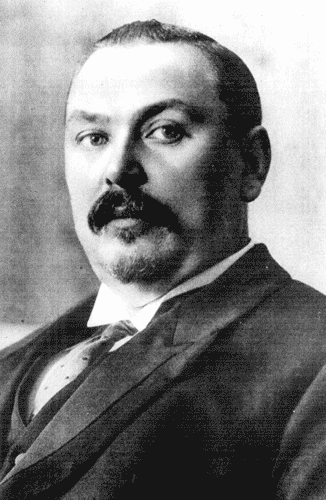
Louis Botha

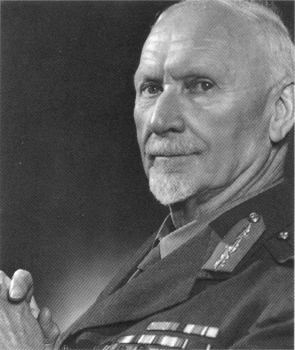
Jan Christiaan Smuts

Die South African Party (afrikaans Suid-Afrikaanse Party) war eine Partei in Südafrika, die von 1911 bis 1934 existierte. Sie wurde von beiden damals dominierenden Volksgruppen, den Buren und britischen Siedlern, kurz nach der Vereinigung der vier Kolonien Natal, Transvaal, Oranje-Freistaat und der Kapkolonie zur Südafrikanischen Union von Jan Christiaan Smuts und Louis Botha gegründet. Aufkommende Unzufriedenheit über die Wirtschaftspolitik der SAP in den frühen 1920er Jahren gipfelte 1922 in einem Generalstreik. Durch Verhandlungen und den Einsatz des Militärs wurde der Generalstreik beendet. Während der Weltwirtschaftskrise befand sich die SAP in der Opposition. Am 5. Dezember 1934 vereinigte sich die SAP mit der National Party zur United National South African Party mit der Absicht, Briten und Afrikaaner zu versöhnen. 
Die SAP stellte folgende Premierminister
- Louis Botha 1910 bis 1919
- Jan Christiaan Smuts 1919 bis 1924